# Drzązgowo (powiat Poznański)
Drzązgowo is een plaats in het Poolse district  Poznański, woiwodschap Groot-Polen. De plaats maakt deel uit van de gemeente Kostrzyn en telt 260 inwoners.